# Kanamaru Shigene
Kanamaru Shigene (japanisch 金丸 重嶺; geboren 10. Juli 1900 in Tokio; gestorben 7. Dezember 1977) war ein japanischer Fotograf.

## Leben und Werk
Kanamaru Shigene brach sein Studium an der Kokugakuin-Universität ab und nahm 1920 eine Arbeit bei der Tōkyō Tsūkan Company auf, die er aber 1924 beendete. 1925 eröffnete er sein „Kanemaru Photography Research Institute“. 1926 eröffnete er das „Kinreisha Commercial Studio“ (金鈴社) mit dem Fotografen Suzuki Hachirō (鈴木 八郎; 1900–1985). Kanamaru wurde 1935 zum Präsidenten der „All-Japan Photography Association“ (全日本写真連盟, Zen-Nihon Shashin Remmei) gewählt und war 1936 Spezialkorrespondent für die „Japan News Photography Association“ (日本新聞写真連盟, Nihon Shimbun Shashin Remmei) bei den Olympischen Spielen 1936 in Berlin.
In Berlin schrieb sich Kanamaru beim Helmaberg Photographic Institute ein und schloss diese Weiterbildung 1937 ab. 1938 begleitete er als Kriegsberichterstatter die militärischen Operationen Japans um Wuhan in China. 1939 wurde er Leiter der Abteilung für Kunst der Nihon-Universität, wo er viele talentierte junge Fotografen  bei ihrer Entwicklung unterstützte. 1953 wurde er mit einem Sonderpreis für seine Beiträge von der „Photographic Society of Japan“ (日本写真協会, Nihon Shashin Kyōkai) ausgezeichnet. 1955 wurde er Vizepräsident der Gesellschaft, 1958 Präsident der „Japan Commercial Photographers’ Association“ (日本広告写真家協会, Nihon Kōkoku Shashinka kyōkai) und 1965 Präsident der Nihon-Universität.
1964 war Kanamaru Mitglied des Kunstkomitees für die Olympischen Spiele in Tokio und Vorsitzender des Komitees für die Fotoausstellung. 1965 wurde er Vizepräsident der „All-Japan Photography Association“ und 1966 Vorsitzender des Komitees für die Fotoausstellung im Rahmen der Sommer-Universiade 1967 in Tokio. Er war auch stellvertretender Vorsitzender der „Asia Photographic Arts Association“. 1969 wurde er Distinguished Member der „International Association of Photographers“ (FIAP). 1970 wurde er Ehrenpräsident der „Japan Commercial Photographers’ Association“, 1970 verabschiedete ihn die Nihon-Universität. 1972 wurde er Ehrenmitglied der „Commercial Photographers’ Association“, die ihn 1977 zum sechsten Mal mit dem Preis der Gesellschaft auszeichnete.
Zu Kanamarus Publikationen gehören „Shinkō shashin no tsukurikata“ (新興写真の作り方) – etwa „Methode, um bessere Photos zu machen“ und „Shashin gijutsu o kataru“ (写真芸術を語る) – „Gespräche zur Phototechnik“.